# Repubblica Centrafricana
La Repubblica Centrafricana (francese: République centrafricaine; sango: Ködörösêse tî Bêafrîka) è uno Stato dell'Africa Centrale, la cui capitale è Bangui. La repubblica confina a nord con il Ciad, a nord-est con il Sudan, a est con il Sudan del Sud, a sud con la Repubblica Democratica del Congo, a sud-ovest con la Repubblica del Congo e a ovest con il Camerun; è uno Stato senza sbocco al mare.
In passato fu una colonia francese con il nome di Ubangi-Sciari (o Pubangui-Chari); assunse il nome attuale all'atto dell'indipendenza, nel 1960. Dopo trent'anni di governo prevalentemente militare, nel 1993 si insediò un governo civile che durò dieci anni.
Nel marzo 2003 il presidente Patassé ed il suo governo sono stati deposti con un colpo di Stato dal generale François Bozizé, che ha formato un governo di transizione. Nelle contestate elezioni generali del 2005 il generale Bozizé è stato eletto presidente. Il governo non ha però il completo controllo del territorio e sacche di illegalità sono registrate nelle campagne e nelle province del nord, dove continuano gli scontri tra i due maggiori gruppi ribelli ed il governo. L'instabilità dei paesi confinanti (Ciad, Sudan, Sudan del Sud e Repubblica Democratica del Congo) influisce inoltre negativamente sulla stabilità interna del paese.
La Repubblica Centrafricana è uno dei paesi più poveri della Terra, con un indice di sviluppo umano tra i più bassi del pianeta.

## Storia

### Antichità
La regione occupata dalla Repubblica Centrafricana è stata abitata fin da tempi antichissimi: vari ritrovamenti testimoniano l'esistenza di antiche civiltà anteriori alla nascita dell'Impero Egizio. Nella zona si sono susseguiti, nei secoli, vari regni e imperi, fra i quali l'impero di Kanem-Bornu, l'impero Wadai, il regno di Baguirmi. Gruppi fur si sono stanziati nella regione attorno al lago Ciad e lungo l'Alto Nilo. Più tardi vari sultanati rivendicarono la regione dell'attuale Repubblica Centrafricana, utilizzando l'intera regione dell'Ubangi come una grande riserva di schiavi, dalla quale essi erano trasportati e venduti nel Nord Africa attraverso il Sahara, soprattutto al mercato del Cairo. Migrazioni di popolazioni nel XVIII e XIX secolo portarono nuove etnie nell'area, come gli asandé, i banda, ed i baya-mandjia.

### Età coloniale (1903-1960)

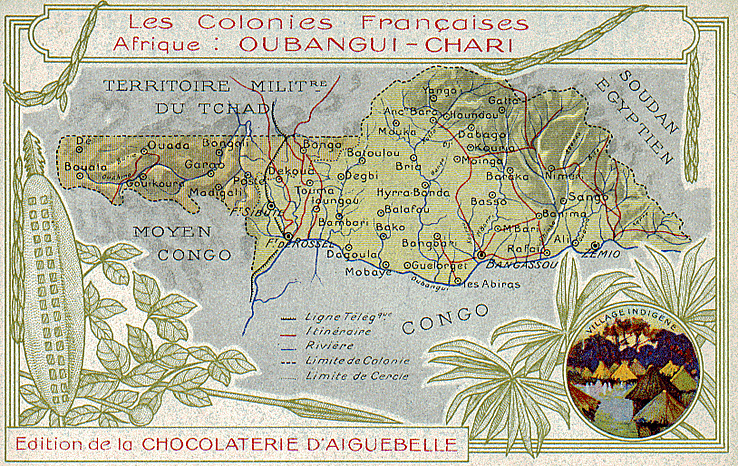
Ubangi-Chari nel 1910

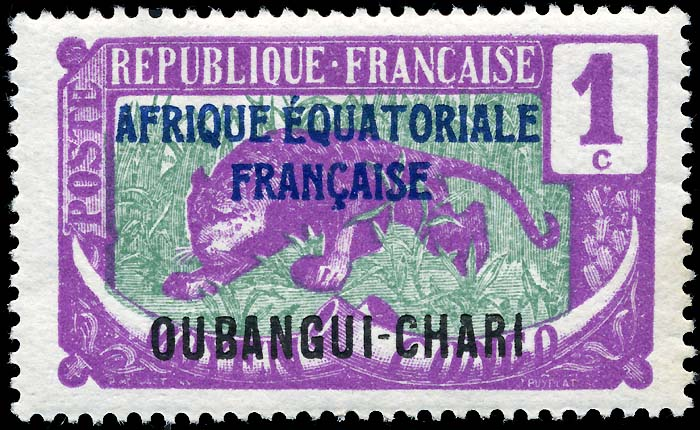
Francobollo del 1924

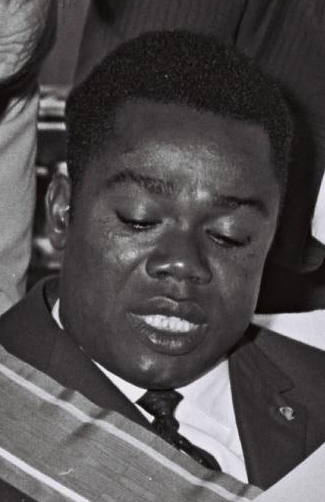
David Dacko nel 1962

Nel 1875 il sultano del Sudan Rabih az-Zubayr governò l'Alto Ubangi, che includeva l'attuale Repubblica Centrafricana. Gli europei, francesi, e belgi, arrivarono nell'area nel 1885. I francesi consolidarono le loro rivendicazioni "legali" nell'area mediante una convenzione del 1887 con lo Stato Libero del Congo, il quale garantì alla Francia il possesso della riva destra del fiume Ubangi. Due anni più tardi i francesi stabilirono un avamposto a Bangui, e nel 1894, l'Ubangi-Sciari divenne un territorio francese. I francesi consolidarono il controllo dell'area solo nel 1903, dopo aver sconfitto le forze di Rabih nella battaglia di Kousséri e stabilito un'amministrazione coloniale in tutto il territorio. Nel 1906 il territorio dell'Ubangi-Chari fu unificato con la colonia del Ciad; nel 1910 divenne uno dei quattro territori della Federazione dell'Africa Equatoriale Francese (A.E.F).
Ben presto il governo francese iniziò lo sfruttamento sistematico del territorio, cedendone in pratica la gestione a compagnie private in cambio di una notevole percentuale sui profitti. Per questo i successivi trent'anni furono segnati da rivolte su piccola scala contro il dominio delle compagnie e lo sviluppo di un'economia basata sulle piantagioni di cotone e le miniere di diamanti, dove la popolazione veniva spesso obbligata a lavorare senza alcun tipo di garanzia e retribuzione. I momenti di ribellione furono tuttavia sempre repressi nel sangue e non ebbero praticamente effetti. Nell'agosto del 1940 il territorio rispose, con il resto della A.E.F., alla chiamata del Generale Charles de Gaulle a combattere per la Francia libera. Dopo la seconda guerra mondiale, con l'istituzione dell'Unione francese nel 1946, si ebbe la prima di una serie di riforme che portarono finalmente alla completa indipendenza di tutti i territori francesi nell'Africa occidentale ed equatoriale.
Nel 1946 tutti gli abitanti della A.E.F. si videro garantiti la cittadinanza francese ed il permesso di istituire assemblee locali. La nascita dell'Assemblea nella Repubblica Centrafricana fu fortemente voluta da Barthélemy Boganda, un prete cattolico leader del Mouvement d'Evolution Sociale de l'Afrique Noire (praticamente il primo partito politico del paese), che diventò noto anche per le sue esplicite dichiarazioni, nelle Assemblee francesi, sulla necessità di un'emancipazione per l'Africa. Nel 1956 la legislazione francese eliminò alcune diseguaglianze e provvide alla creazione di alcuni organi per l'autogoverno in ogni territorio dell'A.E.F.

### Indipendenza
Il referendum costituzionale francese del settembre 1956 portò all'approvazione della nuova costituzione, che entrò in vigore nel 1958 e sciolse l'Africa Equatoriale Francese facendo nascere la Comunità francese. Il 1º dicembre del 1958 l'Assemblea centrafricana dichiarò la nascita della Repubblica Centrafricana all'interno della Comunità, con Boganda capo del governo. Il governo di Boganda durò fino alla sua morte avvenuta in un misterioso incidente aereo nel marzo 1959. Suo cugino, David Dacko, lo rimpiazzò e condusse la Repubblica Centrafricana alla completa indipendenza con la dichiarazione del 13 agosto 1960.

### I regimi militari (1962-1993)
Dopo un violento scontro di potere con il rivale Abel Goumba, risoltosi con l'arresto di quest'ultimo, David Dacko impose un regime monopartitico nel 1962 e governò il Paese fino al 1965, con mano pesante e mettendone in ginocchio l'economia. Il 31 dicembre 1965, il regime di Dacko venne rovesciato da un colpo di Stato condotto dal colonnello Jean-Bédel Bokassa, che sospese subito la costituzione e sciolse il parlamento. Il nuovo uomo forte non portò miglioramenti alla situazione del paese, anzi si produsse in una politica fortemente repressiva e autocelebrativa che lo portarono ad autodichiararsi presidente a vita nel 1972 e imperatore dell'Impero Centrafricano il 4 dicembre 1976 con il nome di Bokassa I.
Aiutato economicamente dalla Francia che mirava a mantenere saldi i suoi interessi economici nella regione (le riserve di caccia grossa ai confini con il Sudan e le miniere di uranio a Bakouma), Bokassa portò il paese sull'orlo del disastro economico, a causa dello sperpero di denaro, speso in progetti in gran parte miranti ad aumentare il proprio prestigio personale. Solo per l'incoronazione ad imperatore avvenuta il 4 dicembre 1976, e snobbata da quasi tutto il mondo, Bokassa spese quasi 20 milioni di dollari. La fine di Bokassa arrivò nel 1979, quando i francesi, approfittando di un suo viaggio in Libia, restaurarono la presidenza Dacko, con un altro colpo di Stato. A sua volta, Dacko venne esautorato da un ennesimo colpo di Stato dal Generale André Kolingba il 1º settembre del 1981. Kolingba sospese tutte le garanzie costituzionali e diede vita ad una giunta militare che governò il paese con il pugno di ferro fino al 1985.
Nel 1986 Kolingba introdusse una nuova costituzione, approvata con un referendum plebiscitario nello stesso anno, fondò un nuovo partito (Rassemblement Démocratique Centrafricain) di cui divenne leader e indisse elezioni parlamentari nel 1987 e municipali nel 1988. Tuttavia, la credibilità di queste elezioni venne minata dall'esclusione dei due maggiori partiti di opposizione (guidati da Abel Goumba e da Ange-Félix Patassé), ai quali venne vietata la partecipazione alle consultazioni elettorali.

### I governi di Patassé (1993-2003)
Dopo la caduta del muro di Berlino, nel 1990 un forte movimento democratico prese vita, portando alla richiesta di convocazione di una Conferenza Nazionale, fatta da 253 eminenti personalità del paese firmatari di una lettera aperta nel maggio del 1990. La richiesta venne rifiutata da Kolingba che fece, anzi, imprigionare parecchi dissidenti. Pressioni internazionali dagli USA, cautamente, dalla Francia e da un gruppo di rappresentanti di paesi e compagnie operanti localmente denominato GIBAFOR (composta da Francia, USA, Germania, Giappone, UE, Banca Mondiale e ONU), spinsero finalmente Kolingba ad accettare, nel principio, la convocazione di nuove libere elezioni nell'ottobre 1992, sotto il controllo dell'Agenzia dell'ONU preposta allo scopo.
Tuttavia, con la scusa di presunte irregolarità, Kolingba sospese il risultato delle elezioni e con questo pretesto riprese in mano il potere. Le pressioni del GIBAFOR, comunque, si fecero molto intense e lo portarono, infine ad accettare la nascita di un Consiglio Nazionale Politico Provvisorio della Repubblica (Conseil National Politique Provisoire de la République - CNPPR) e di una Commissione Elettorale Mista che includeva rappresentanti di tutte le formazioni politiche. Le elezioni si tennero, infine, nell'agosto 1993, sempre sotto controllo della comunità internazionale, e vide Ange-Félix Patassé primeggiare nella prima tornata delle presidenziali davanti ad Abel Goumba, David Dacko e lo stesso Kolingba. Al secondo turno, Patassé vinse con il 52,5% contro il 45,6% dello sfidante Goumba.
La vittoria del partito di Patassé, il Movimento per la Liberazione del Popolo Centrafricano (Mouvement pour la Libération du Peuple Centrafricain - MLPC), non gli portò, tuttavia, la maggioranza assoluta e Patassé dovette cercare una coalizione per dar vita al governo. Patassé iniziò ben presto un'intensa opera di epurazione negli apparati statali centrafricani. Degradò ed espulse Kolingba dall'esercito, incriminò buona parte dei vecchi ministri, licenziò parecchi funzionari ministeriali di etnia Yakoma (fedeli a Kolingba) e ancor più funzionari statali che ricoprivano incarichi importanti e lucrosi. Epurazioni colpirono anche la Guardia Presidenziale dove 200 militari vennero rispediti a casa o passarono nelle file dell'esercito. Il partito di Kolingba, denunciò, per questo, la politica di Patassé come razzista nei confronti degli Yakoma.
La nuova Costituzione approvata il 28 dicembre 1994 e promulgata il 14 gennaio 1995, non servì a garantire le libertà politiche e civili. Tra il 1996 e il 1997, tre diverse rivolte popolari portarono alla luce la crescente diffidenza nei confronti del governo di Patassé, durante le quali il paese visse momenti di violenza e forti tensioni interetniche. Il 25 gennaio 1997, gli accordi di pace firmati a Bangui, portarono al dispiegamento di una forza di interposizione composta da forze militari di paesi africani, denominata Missione Interafricana di Sorveglianza degli Accordi di Bangui (Mission Interafricaine de Surveillance des Accords de Bangui - MISAB). Mediatore di tutta l'operazione fu l'ex Presidente del vicino Mali, Amadou Touré, che permise l'ingresso di ex-rivoltosi dentro il governo. La missione MISAB venne poi rilevata da una missione di pace ONU denominata Missione ONU nella RCA (Mission des Nations Unies en Republique Centrafricaine - MINURCA).
Le elezioni parlamentari del 1998 videro una forte espansione del partito dell'ex presidente Kolingba (RDC) che vinse 20 dei 109 seggi. Tuttavia nel 1999, nonostante il forte malcontento delle popolazioni urbane avverse alla conduzione clientelare e corrotta del suo precedente governo, Patassé vinse ancora una volta le presidenziali, diventando presidente per un secondo mandato. Un infruttuoso colpo di Stato venne tentato il 28 maggio 2001, quando alcuni ribelli occuparono le principali strutture strategiche della capitale. Il capo di stato maggiore Abel Abrou ed il Generale N'Djadder Bedaya furono assassinati, ma Patassé ebbe partita vinta sulle truppe ribelli, grazie all'aiuto di truppe guidate dal congolese Jean-Pierre Bemba e provenienti dalla vicina Repubblica Democratica del Congo e di truppe libiche. Al termine dei combattimenti, le truppe fedeli a Patassé si resero responsabili di una feroce campagna di vendetta che si risolse in una serie generalizzata di violenze contro la popolazione, con case bruciate, torture ed assassinii di vari oppositori. Il paese divenne, così, una sorta di terra di nessuno, in quanto l'esercito era ormai sgretolato e le truppe straniere come quelle ribelli razziavano e rapinavano la popolazione civile.

### Guerra civile

#### Ilgolpedel generale Bozizé (2003-2013)

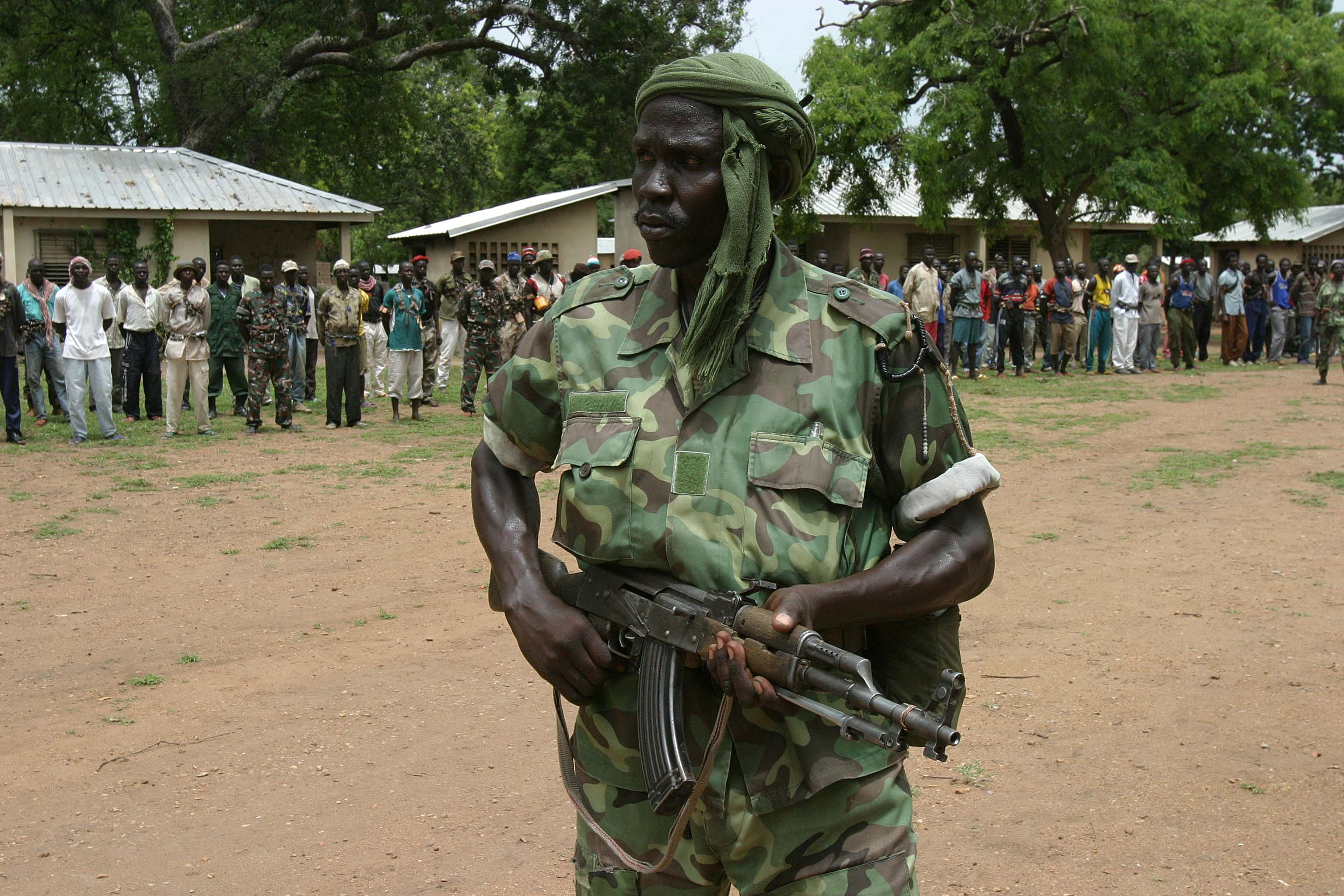
Milizie ribelli nel nord della Repubblica Centrafricana (2007)

Patassé costrinse, poi, il generale François Bozizé a spostarsi in Ciad, in quanto sospettato di tramare un altro colpo di Stato ai suoi danni. Il generale portò nel paese parecchie truppe fedeli e il 25 ottobre 2002, sferrò un primo attacco improvviso contro Patassé che seppe resistere e forzò Bozizé a ritirarsi nel nord del paese. Il 15 marzo 2003, mentre Patassé si trovava all'estero il generale riuscì ad entrare nella capitale. I mercenari di Jean-Pierre Bemba non si opposero all'attacco e Bozizé prese il controllo del paese nelle sue mani esautorando Patassé. Patassé si rifugiò in Togo, paese natale della moglie ufficiale.
Bozizé sospese la costituzione e nominò un nuovo gabinetto di governo in cui figuravano parecchi membri dei partiti di opposizione. Abel Goumba, chiamato Mr. Clean per la sua aura di incorruttibilità, venne nominato primo ministro, dando così un'immagine credibile al nuovo governo. Bozizé convocò quindi un Consiglio Nazionale di Transizione su una larga base rappresentativa che doveva portare alla scrittura di una nuova costituzione e annunciò che si sarebbe ritirato e candidato per regolari elezioni una volta approvata questa nuova costituzione. Una conferenza di riconciliazione si tenne dal 15 settembre al 27 ottobre 2003 e Bozizé vinse le elezioni del maggio 2005, ritenute valide dalla comunità internazionale, battendo al secondo turno l'ex primo ministro patassista Ziguelé.
A Patassé fu impedito con ogni mezzo di tornare nel paese. Fu infatti minacciato di morte, denunciato per crimini contro i diritti dell'uomo, e infine non si presentò alle elezioni. Viste le pressioni manipolatorie del Presidente e della rosa di ministri scelti, Goumba non poté restare a lungo in carica come primo ministro, e fu trasferito alla carica solo onorifica di vicepresidente, di fatto esautorando l'unico uomo politico trasparente del paese. Tra le iniziative di Goumba è interessante citare la denuncia dei redditi e dei beni obbligatoriamente pubblica dei ministri in carica. Bozizé fu riconfermato nelle elezioni del gennaio 2011 con il 66% dei voti, contro Patassé, che ottenne soltanto il 20%.
Il 24 marzo 2013 Bozizé è stato costretto alla fuga dopo la presa della capitale Bangui da parte dei ribelli Seleka. Abbandonata la città, avrebbe raggiunto la Repubblica Democratica del Congo attraversando il fiume Ubangi.

#### Ilgolpedi Djotodia (2013)

L'evoluzione della guerra in Repubblica Centrafricana. Cartina del maggio del 2023

In seguito alla caduta di Bozizé e alla sua fuga prima in Repubblica Democratica del Congo e poi in Camerun i ribelli di Séléka hanno deciso di porre uno dei propri leader come Capo di Stato della Repubblica Centrafricana: Michel Djotodia, uno dei più strenui oppositori dell'ex Presidente. Il premier invece, restò al suo posto anche con la nuova presidenza.
Il 10 gennaio 2014 Djotodia si dimise insieme al suo Primo Ministro durante un summit straordinario della CEEAC, e venne nominato Presidente provvisorio Alexandre-Ferdinand Nguendet. Il 20 gennaio 2014 Catherine Samba-Panza, prese il posto di Nguendet, venendo eletta Presidente di transizione della Repubblica Centrafricana grazie al voto del parlamento. Il 23 luglio 2014, i belligeranti firmarono un accordo di cessazione delle ostilità a Brazzaville, lasciando tuttavia il Paese diviso in regioni controllati da milizie « sulle quali né lo Stato né la missione dell'ONU hanno presa ».
In occasione delle elezioni presidenziali del 2015-16 è stato eletto Capo dello Stato Faustin-Archange Touadéra, il quale aveva lanciato un processo di riconciliazione nazionale per rendere giustizia alle vittime delle guerre civili, per la maggior parte dislocate all'interno e all'esterno del Paese. A tal fine, ha incaricato per decreto il suo ministro Regina Konzi Mongot di elaborare il Programma nazionale di riconciliazione nazionale e di pace, proposto nel dicembre 2016, adottato in seduta stante all'unanimità dagli organismi internazionali. Da allora un comitato è in corso di messa in opera per giudicare i principali attori e risarcire le vittime.
Nel giugno del 2017, vi sono stati nuovi scontri a Bria, nel centro-est del Paese, con un centinaio di morti.
Nell'ottobre 2021, esperti delle Nazioni Unite hanno concluso che il gruppo Wagner ha commesso gravi e sistematiche violazioni dei diritti umani, comprese esecuzioni sommarie di massa, detenzioni arbitrarie, violenze sessuali, saccheggi, sparizioni forzate e torture durante gli interrogatori.

## Geografia

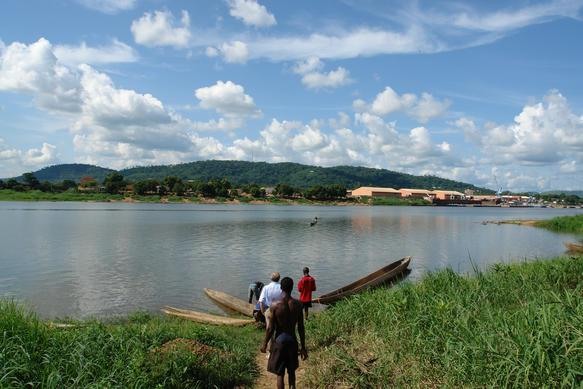
Il fiume Ubangi nei pressi di Bangui

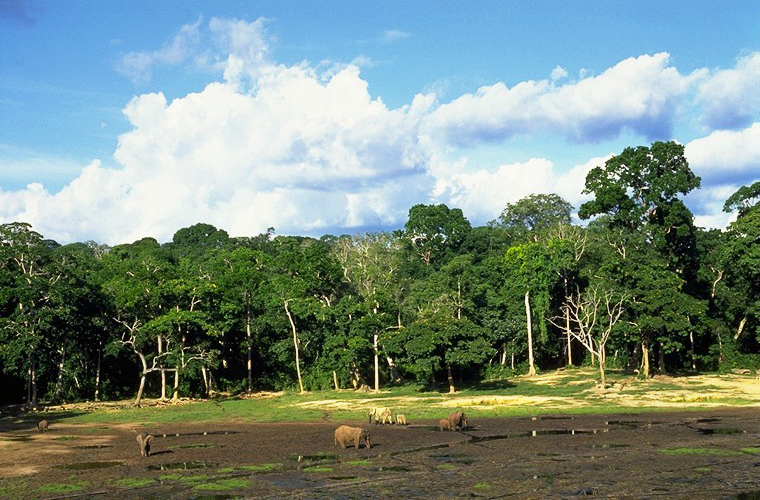
Riserva speciale Dzanga-Sangha, nel sud del Paese

La Repubblica Centrafricana confina a ovest con il Camerun, a nord con il Ciad, a est con il Sudan e il Sudan del Sud, a sud con la Repubblica Democratica del Congo e il Congo.
Il territorio, che si allunga in senso latitudinale per oltre 1300 km, comprende un ampio tratto dello spartiacque tra i contigui bacini del Ciad, del Congo e del Nilo. La morfologia prevalente è costituita da una serie di altipiani modellati in rocce cristalline del basamento pre-paleozoico, che si stendono a un'altitudine media di oltre 500 m e sono parzialmente ricoperti da sedimenti mesozoici. La topografia si innalza alle due estremità, con i monti Bongos (1368 m) a est che costituiscono lo spartiacque con il Nilo Bianco, mentre a ovest i monti Yadé (1420 m) fungono da spartiacque con il bacino del Ciad e del Sanaga (Camerun).
Il sistema idrografico, assai articolato, è diviso in due principali bacini: quello settentrionale del lago Ciad (40% della superficie del territorio) alimentato dal Chari e dal Logone, e quello meridionale del Congo (60% della superficie) alimentato dal suo più importante affluente di destra, l'Oubangui. Esso segue per un lungo tratto del percorso il confine con il Congo e costituisce la principale via di comunicazione fra il bacino del Congo e quello superiore del Nilo. Malgrado la presenza di numerose rapide è navigabile in ogni stagione.
Il clima varia notevolmente a seconda della latitudine: nelle regioni meridionali è di tipo tropicale con due stagioni e temperature medie annue attorno ai 24 °C, forti escursioni termiche giornaliere e piovosità che supera i 1500 mm annui durante la stagione delle piogge. Nelle regioni settentrionali il clima assume caratteri saheliani, con una diminuzione della piovosità al di sotto dei 1000 mm concentrati in una breve stagione estiva.
A queste diverse condizioni climatiche corrispondono diversi tipi di vegetazione: mentre nelle regioni settentrionali prevale la savana più arida dominata da arbusti e acacie spinose, nelle zone meridionali la vegetazione si fa più fitta fino ad assumere le caratteristiche della foresta pluviale nella parte sud-occidentale del Paese. La fauna presente è la più ricca di animali selvatici di tutta l'Africa: oltre all'elefante sono diffusi il leone, il leopardo, l'antilope, la gazzella e numerose varietà di scimmie. I parchi nazionali di André-Felix, di Bamingui-Bangoran e di Saint-Floris, oltre a tre grandi riserve, contribuiscono a preservare il patrimonio naturalistico.

## Società

### Demografia

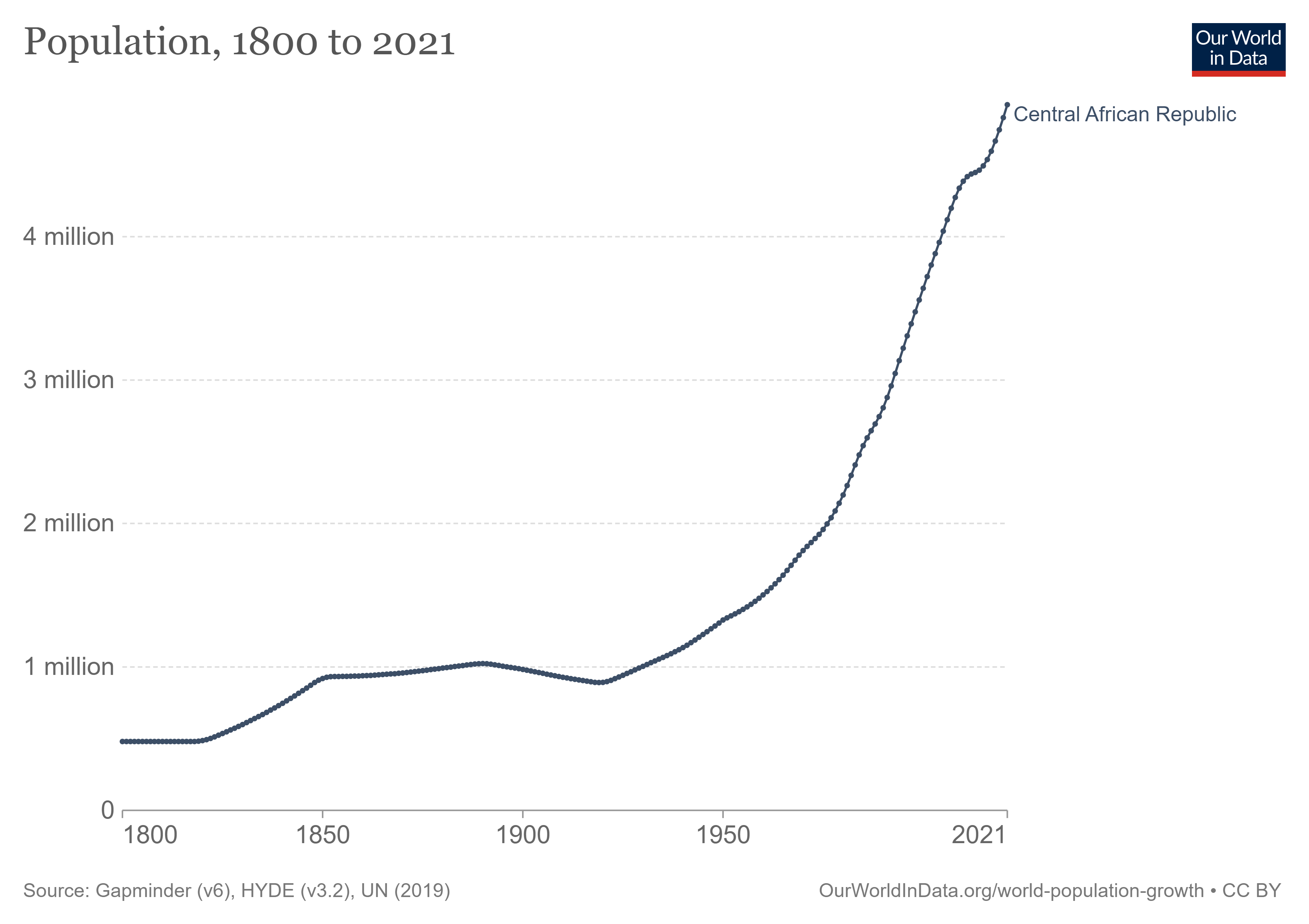
Crescita demografica della Repubblica Centrafricana dal 1961 al 2003

La popolazione della Repubblica Centrafricana è quasi quadruplicata dopo l'indipendenza. Nel 1960 la popolazione era di 1.232.000 abitanti; secondo una stima delle Nazioni Unite nel 2013 era salita a 5.166.510. Le Nazioni Unite stimano inoltre che circa l'11% della popolazione di età compresa fra i 15 e i 49 anni è sieropositivo. Solo il 3% del Paese ha la terapia antiretrovirale disponibile, a fronte di una copertura del 17% nei paesi confinanti del Ciad e della Repubblica del Congo. La nazione è divisa in più di 80 gruppi etnici, ciascuno con la propria lingua. I maggiori gruppi etnici sono i baya, i banda, i mandjia, i sara, gli mboum, gli m'baka, gli yakoma, e i fula o fulani, con la presenza di alcuni europei di origine per lo più francese.

### Lingue
Anche se il francese è la lingua ufficiale, tutti parlano il sango, che era usato già nei tempi antichi nelle trattative commerciali tra le diverse tribù.

### Religioni
L'80% della popolazione è di religione cristiana, con prevalenza delle confessioni protestanti a cui seguono i cattolici, mentre il 5% della popolazione continua a mantenere credenze indigene. L'islam è praticato dal 15% della popolazione del Paese. Ci sono molti gruppi missionari che operano nel Paese, tra luterani, battisti, cattolici. I missionari provengono prevalentemente da Stati Uniti, Francia, Italia e Spagna, ma anche da Nigeria, Repubblica Democratica del Congo e altri Paesi africani. Alcuni missionari hanno lasciato il Paese quando sono scoppiati i combattimenti tra ribelli e forze governative nel 2002/2003, ma molti di loro sono in seguito ritornati per continuare il loro lavoro.
- Cristiani 80%
  - Protestanti 51%
  - Cattolici romani 29%
  - Luterani
  - Battisti
  - Testimoni di Geova
- Animisti 5%
- Musulmani 15%
  - Malikiti (maggioranza)

## Ordinamento dello Stato

### Suddivisione amministrativa

Una mappa delle 14 prefetture amministrative della Repubblica Centrafricana

La Repubblica Centroafricana è divisa in quattordici prefetture amministrative:
- Bamingui-Bangoran (capitale: Ndélé)
- Basse-Kotto (Mobaye)
- Haute-Kotto (Bria)
- Haut-Mbomou (Obo)
- Kémo (Sibut)
- Lobaye (Mbaïki)
- Mambéré-Kadéï (Berbérati)
- Mbomou (Bangassou)
- Nana-Mambéré (Bouar)
- Ombella-M'Poko (Bimbo)
- Ouaka (Bambari)
- Ouham (Bossangoa)
- Ouham-Pendé (Bozoum)
- Vakaga (Birao)

In aggiunta ci sono due prefetture economiche:
- Nana-Grébizi (capitale: Kaga-Bandoro)
- Sangha-Mbaéré (capitale: Nola)

Il comune autonomo è la capitale Bangui.
Le prefetture sono a loro volta divise in 71 subprefetture.

## Politica
Come molte altre ex colonie francesi, il sistema giuridico della Repubblica Centrafricana è basato sul diritto francese. Una nuova costituzione è stata approvata dagli elettori in un referendum tenutosi il 5 dicembre 2004. Le prime consultazioni multipartitiche sono state le elezioni generali del 2005 (presidenziali e parlamentari). Bozizé è stato dichiarato vincitore dopo un ballottaggio. Un paio di anni più tardi, la Repubblica Centrafricana è stata vittima di una guerra civile. Nel febbraio del 2006 ci sono state segnalazioni di violenza diffusa nella parte settentrionale del paese. Profughi a migliaia sono fuggiti dalle proprie case e sono stati coinvolti nello scontro a fuoco tra le truppe governative e le forze ribelli.
Più di 7.000 persone sono fuggite nel vicino Ciad. Coloro che sono rimasti nel paese hanno raccontato di come le truppe governative abbiano sistematicamente ucciso uomini e ragazzi sospettati di collaborazione con i ribelli. L'esercito francese ha sostenuto la risposta del governo Bozizé ai ribelli nel novembre 2006. Nel marzo 2010, Bozizé ha firmato un decreto in cui dichiara che le elezioni presidenziali si sarebbero dovute tenere il 25 aprile 2010. Le elezioni sono state rinviate, in un primo tempo al 16 maggio e poi a tempo indeterminato.
Le elezioni generali del 2011 si sono poi tenute il 23 gennaio (primo turno) e il 27 marzo (secondo turno), nonostante i gravi problemi organizzativi, l'elezione è proceduta come previsto. Le elezioni sono state in parte finanziate dal Programma di sviluppo delle Nazioni Unite e dell'Unione europea. L'Observatoire national des éléctions ha avuto il compito di monitorare il processo elettorale. Bozizé è stato eletto al primo turno con il 66,1% dei voti, contro il 20,1% di Patassé; le elezioni parlamentari hanno visto la vittoria della Convergenza Nazionale "Kwa Na Kwa", partito di Bozizé, che ha ottenuto 61 seggi su 100.
Il paese fa parte dell'ONU e dell'Unione africana.

### Eventi recenti
Nonostante l'apparente stabilità nel periodo di Bozizé, il governo è stato afflitto da pesante corruzione, sottosviluppo, nepotismo e autoritarismo, che ha portato ad un'aperta ribellione antigovernativa di un'alleanza di fazioni armate dell'opposizione conosciuta come la Coalizione Séléka.
La prima guerra civile (tra il 2004 e il 2007) e il susseguente conflitto del 2012-2013, hanno alla fine portato alla caduta del governo il 24 marzo 2013. Nel dicembre 2012, i ribelli Séléka avanzarono verso la capitale, organizzando una protesta presso l'ambasciata francese e spingendo all'evacuazione dell'ambasciata americana. Dopo diversi giorni di scontri, e in seguito al rifiuto da parte del governo francese di intervenire, il governo Bozizé ha accettato i colloqui con i ribelli. Il 24 marzo 2013, i ribelli Séléka hanno marciato nella capitale e preso d'assalto il palazzo presidenziale, costringendo Bozizé a fuggire in Camerun attraverso la Repubblica Democratica del Congo. Il leader ribelle Michel Djotodia è stato proclamato presidente dopo aver conquistato la capitale Bangui. Nicolas Tiangaye ha conservato la carica di primo ministro. La resistenza contro i nuovi governanti è consistita principalmente in un gruppo di soldati e giovani armati basati a circa 60 km dalla capitale.
Alti ufficiali militari e di polizia hanno riconosciuta Djotodia come presidente il 28 marzo 2013, in quello che è stato visto come "una forma di resa". Un nuovo governo è stato nominato in data 31 marzo 2013, che comprendeva membri della Séléka e rappresentanti dell'opposizione a Bozizé, un rappresentante pro-Bozizé e un certo numero di rappresentanti della società civile. Il 1º aprile, gli ex partiti di opposizione hanno dichiarato che avrebbero boicottato il governo. Dopo che i leader africani del Ciad hanno rifiutato di riconoscere Djotodia come presidente, proponendo invece la formazione di un Consiglio di transizione e lo svolgimento di nuove elezioni, Djotodia ha di conseguenza firmato un decreto in data 6 aprile per la formazione di un consiglio che avrebbe agito come un parlamento di transizione. Al Consiglio è stato affidato il compito di eleggere un presidente prima delle elezioni previste entro 18 mesi. Il 10 gennaio 2014 Djotodia si dimette insieme al suo Primo Ministro, e viene nominato come Presidente provvisorio Alexandre-Ferdinand Nguendet.
Il 20 gennaio 2014 Catherine Samba-Panza, prende il posto di Nguendet, venendo eletta Presidente di transizione della Repubblica Centrafricana grazie al voto del parlamento.

## Istruzione

### Università
In ambito universitario, l'Università di Bangui è stata fondata nel 1969.

## Economia

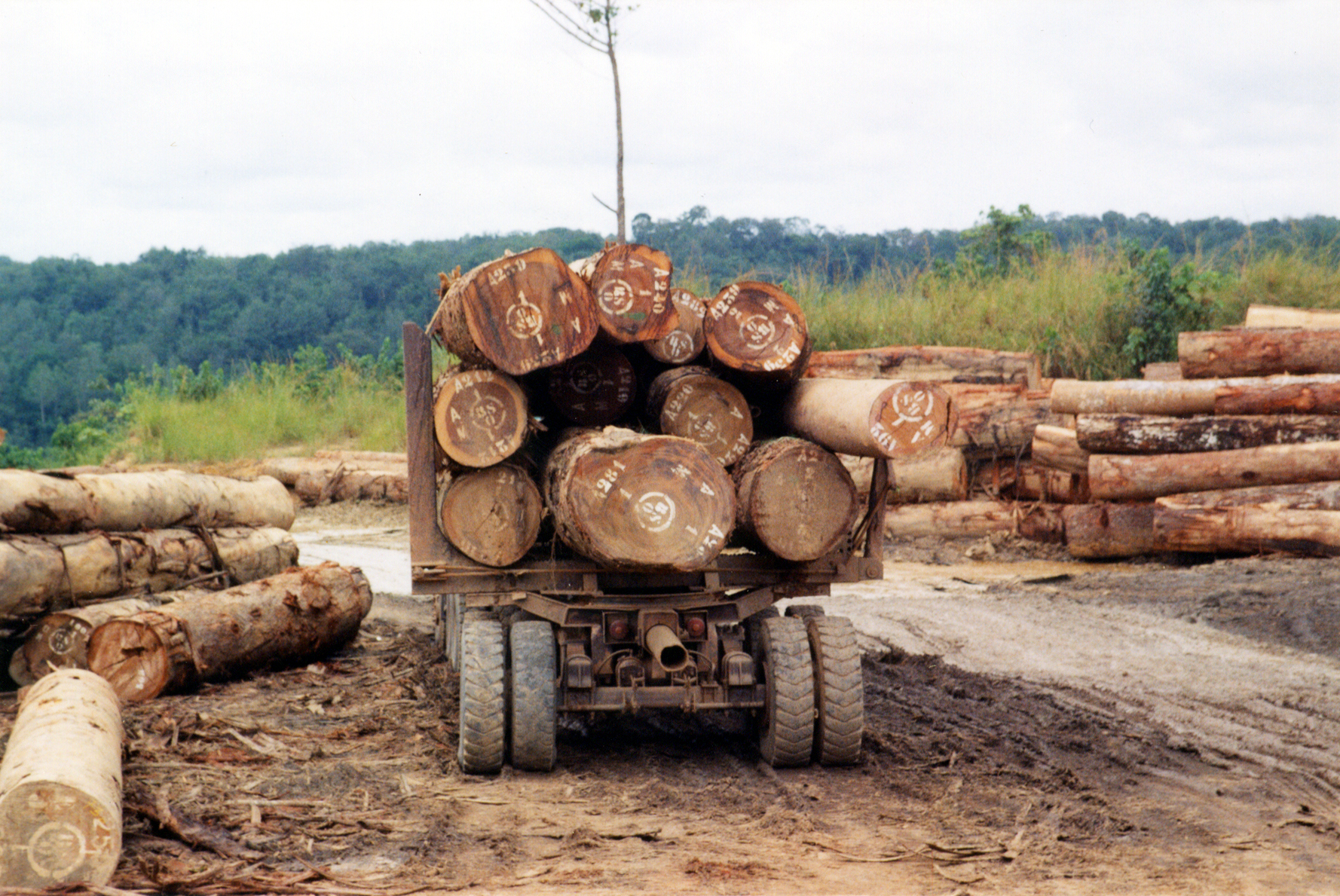
Il Paese ha ricche risorse naturali, ma in gran parte ancora non sfruttate; nel frattempo la selvicoltura rimane un'importante risorsa per l'economia della Repubblica Centroafricana

L'agricoltura è dominata dalla coltivazione e vendita di colture alimentari come manioca, arachidi, mais, sorgo, miglio, sesamo e piantaggine. Il tasso di crescita reale del PIL annuo è di poco più del 3%. L'importanza maggiore delle colture alimentari rispetto alle colture esportate è indicata dal fatto che la produzione totale di manioca, l'alimento base della maggior parte degli abitanti dell'Africa Centrale, oscilla tra le 200.000 e le 300.000 tonnellate l'anno, mentre la produzione di cotone, il principale prodotto agricolo esportato per valore, varia da 25.000 a 45.000 tonnellate l'anno. Le colture alimentari non vengono esportate in grandi quantità, ma costituiscono ancora le colture principali del paese, perché i centroafricani ricavano molto più reddito dalla vendita periodica delle colture alimentari in eccedenza rispetto a quelle esportate come il cotone o il caffè.
Principale partner di importazione della Repubblica è la Corea del Sud (45,8%). Altre importazioni provengono da Paesi Bassi (8,8%), Francia (7,2%) e Camerun (5,1%). Il suo più grande partner di esportazione è il Belgio (30,4%), seguito dalla Cina (17,1%), la Repubblica Democratica del Congo (7,9%), Francia (7,1%), Indonesia (6,3%) e Marocco (5,3%).
Il reddito pro-capite della Repubblica viene spesso indicato come intorno ai 300 dollari l'anno, uno dei più bassi del mondo, ma tale dato si basa principalmente sulle esportazioni e ignora in gran parte la vendita non registrata di prodotti alimentari e di produzione locale di alcool, diamanti, avorio, carne di animali selvatici e medicina tradizionale. Per la maggior parte degli africani centrali, l'economia informale del paese è più importante dell'economia formale. I diamanti costituiscono l'esportazione più importante del paese, rappresentando il 40-55% dei proventi ufficiali, ma si stima che tra il 30% e il 50% di tali prodotti lascino ogni anno il paese clandestinamente. Il commercio d'esportazione è ostacolato dallo scarso sviluppo economico e dalla posizione del paese molto distante dalla costa.
Le regioni selvagge di questo paese rappresentano potenziali destinazioni eco-turistiche. Il Parco Nazionale Dzanga-Sangha è situato in una zona di foresta pluviale. Il paese è noto per la sua popolazione di elefanti di foresta e gorilla di pianura occidentale. A nord, il Parco Nazionale Manovo-Gounda St. Floris è ben popolato di fauna selvatica, tra cui leopardi, leoni e rinoceronti. Il Parco Nazionale Bamingui-Bangoran è situato nella parte nord-est della Repubblica. I parchi sono stati gravemente colpiti dalle attività dei bracconieri, in particolare dal Sudan, nel corso degli ultimi due decenni.
La Repubblica Centrafricana è un membro dell'Organizzazione per l'armonizzazione del diritto commerciale in Africa (OHADA). Nella relazione del Gruppo della Banca Mondiale Doing Business 2009, si è classificata 180ª su 181 per quanto riguarda la "facilità di business", un indice composito che tiene conto delle norme che migliorano gli affari.

### Valuta ufficiale
La valuta ufficiale dello stato centrafricano è il franco CFA.
Il 27 aprile 2022 è diventato il secondo Paese al mondo dopo El Salvador ad avere adottato il bitcoin come valuta legale allo stesso modo del Franco CFA.

## Forze armate
Le Forces armées centrafricaines sono state istituite nel 1960. L'Armée de terre (esercito) e le Force Aérienne Centrafricaine (aeronautica militare) dispongono di un arsenale di cui la maggior parte delle armi provengono dall'ex madre patria, la Repubblica Francese. Gli altri corpi armati sono la Polizia di Stato e la Gendarmeria di Stato; inoltre vi è un corpo militare che ha il compito di proteggere la persona del presidente.

## Relazioni estere
La Repubblica Centrafricana è fortemente dipendente dagli aiuti stranieri, dalla cooperazione multilaterale e dalla presenza di numerose ONG che forniscono servizi di cui i cittadini normalmente non riescono a usufruire. La stessa presenza di numerose persone e organizzazioni straniere nel paese, tra le forze di pace e anche nei campi profughi, fornisce una fonte importante di reddito per molti africani centrali. Gran parte del paese è autosufficiente per quanto riguarda le colture alimentari. Lo sviluppo zootecnico è ostacolato dalla presenza della mosca tse-tse.
Nel 2006, a causa delle violenze in corso, oltre 50.000 persone nel nord-ovest del paese erano a rischio di inedia. Ciò è stato evitato solo grazie al sostegno delle Nazioni Unite. Il 12 giugno 2008, la Repubblica Centrafricana è diventata il quarto paese ad essere iscritto all'ordine del giorno della Commissione per il Peacebuilding dell'ONU, che è stata istituita nel 2005 per aiutare i paesi che escono da conflitti ed evitare che scivolino di nuovo nella guerra o nel caos. L'8 gennaio 2008, il Segretario generale dell'ONU Ban Ki-Moon ha dichiarato che la Repubblica Centrafricana è idonea a ricevere un contributo del fondo di consolidamento della pace. Tre aree prioritarie sono state individuate: in primo luogo la riforma del settore della sicurezza, in secondo luogo la promozione del buon governo e dello Stato di diritto e, in terzo luogo, la rivitalizzazione delle comunità colpite da conflitti.

## Problemi sociali
Il PIL è molto basso; circa il 60% della popolazione della Repubblica Centrafricana vive con meno di 1,25 US$ al giorno. Dicasi lo stesso per l'Indice di sviluppo umano, che ha fatto registrare una drammatica discesa. Le condizioni della popolazione sono infatti molto difficili: malaria e lebbra mietono numerose vittime, e la mortalità infantile è tra le più alte del mondo. La fuga dalle campagne ha fatto sviluppare rapidamente i maggiori centri urbani, ma la qualità della vita della popolazione è rimasta problematica. Il 40% degli abitanti vive attualmente in aree urbane. Il preoccupante analfabetismo, che tocca il 51,4% della popolazione, è una piaga notevole perché impedisce la costituzione di una buona classe dirigente.

## Sviluppo umano e povertà

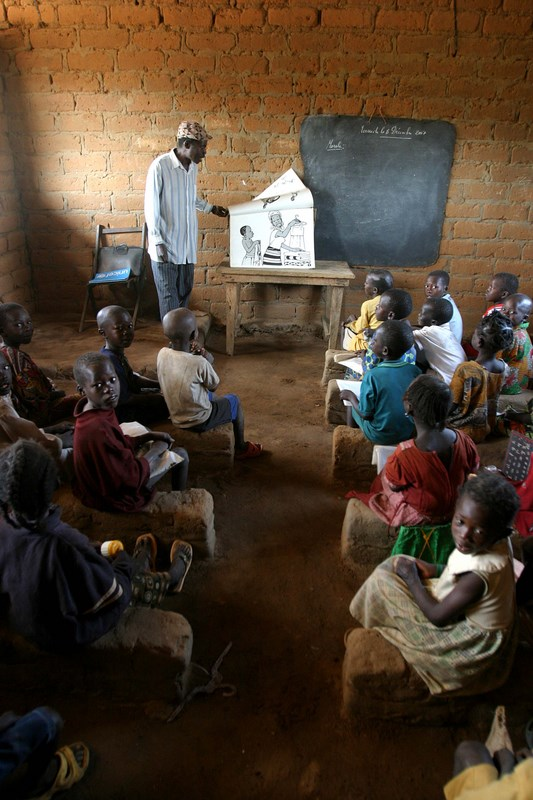
Una classe per bambini rifugiati dal Darfur a Sam Ojuada

L'indice di sviluppo umano del paese è 0,384, ciò posiziona il Centrafrica al 171º posto su 177 paesi tra quelli a più basso indice di sviluppo umano (seguito solo da Mozambico, Mali, Niger, Guinea-Bissau, Burkina Faso e Sierra Leone). Il trend relativo all'indice di sviluppo umano non ha mostrato una costante crescita come in generale avvenuto nei paesi sub-sahariani, ma è rimasto stabile con una flessione dopo il picco raggiunto nel 1990.
L'indice di povertà umana IPU è di 43,6, ciò piazza la Repubblica Centrafricana al 98º posto sui 108 paesi per cui l'indice è stato calcolato nel 2004.

## Ambiente

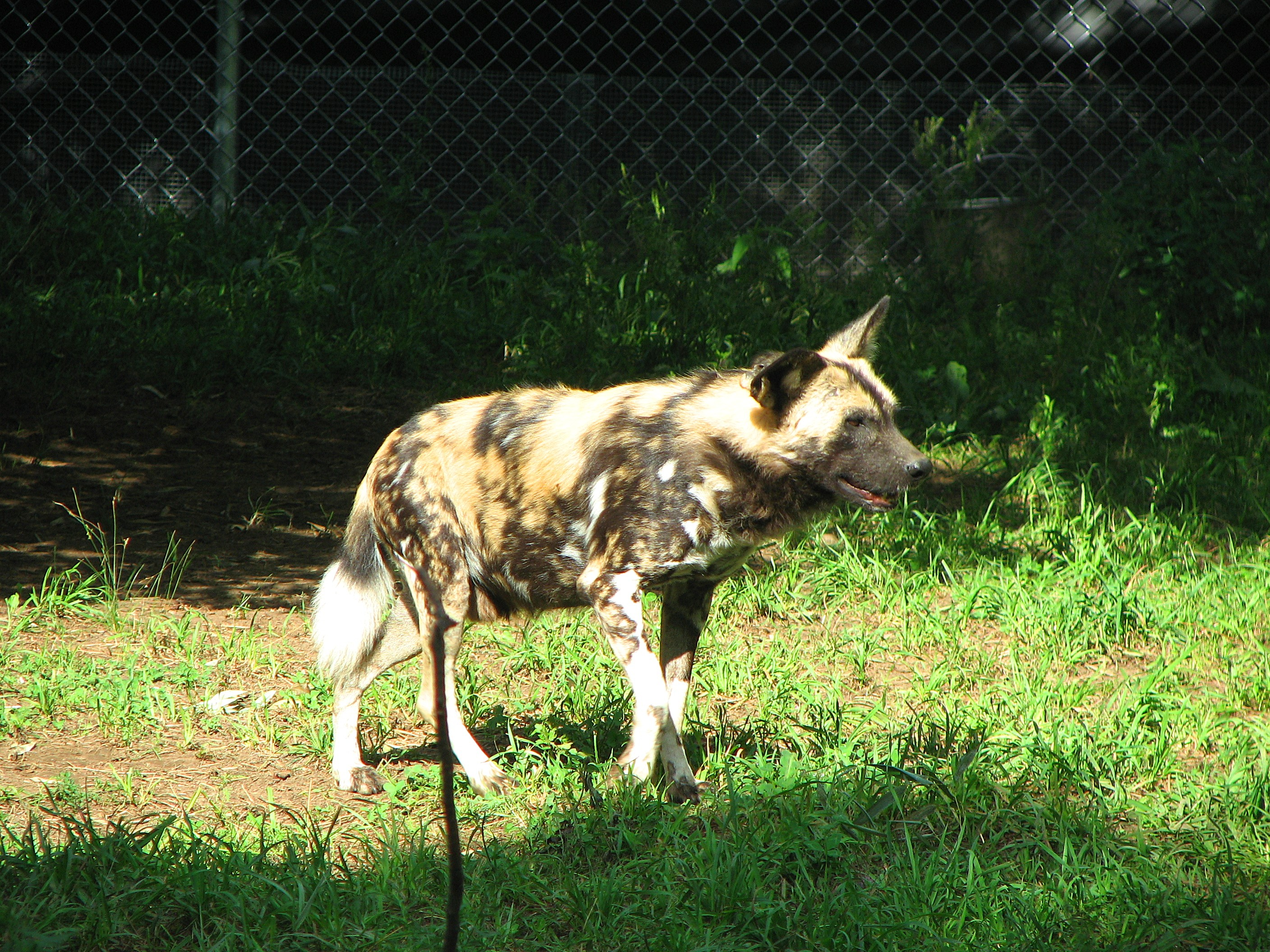
Esemplare di licaone (Lycaon pictus). Si stima la presenza di circa 150 individui in Repubblica Centrafricana

Il Centrafrica è uno dei paesi più ricchi del mondo quanto alla diversità biologica. Ha una grande varietà di biotopi: dalla savana arbustiva del nord-est alla foresta pluviale primaria del sud sud-ovest. Di conseguenza molte sono le specie vegetali ed animali che ospita. O sarebbe meglio dire, ospitava. Infatti il nord ed il nord-est, che erano uno dei contenitori faunistici più spettacolari del mondo e che ancora oggi sulla carta ospitano terre protette per più di 80.000 km² (tanto quanto il Portogallo), sono costante oggetto di furia predatoria da parte delle popolazioni provenienti da Ciad e Sudan. Questi entrano con le greggi e a colpi di kalashnikov abbattono i grandi mammiferi presenti: giraffa (solo per la coda), elefante (per l'avorio), ippopotamo (per i denti pregiati) e tutte le grandi gazzelle per via della carne. Il rinoceronte è estinto dal 1972, insieme ad altri animali come il ghepardo; assai a rischio è considerato anche il licaone. La popolazione di elefanti è decimata, così come quella del leone, di cui sono ormai pochissimi gli avvistamenti dal 2007.
Per via della guerra civile e della povertà del paese, lo Stato non esercita in questa regione nessun controllo, che è anzi nelle mani di capi locali di origine straniera che controllano gli influssi migratori stagionali dei cacciatori. L'Unione europea tenta da diversi anni di affiancare il paese nella salvaguardia della propria natura tramite i progetti ECOFAC, ma gli effetti sono minimi, senza nessuna partecipazione da parte dei governi che si succedono. L'amministrazione fortemente corrotta dell'ultimo presidente in carica, Bozizé, ha anzi contraddetto leggi precedenti e tuttora in vigore, secondo cui non è possibile cercare diamanti nelle aree protette, e ha elargito concessioni di sfruttamento che hanno contribuito alla devastazione già presente.
Il sud resta ancora relativamente ricco e la foresta ancora parzialmente preservata. Importanti popolazioni di elefanti di foresta, di bongo e di grandi primati sono ancora presenti e i gorilla di pianura sono osservabili in un piccolo paradiso ambientale che è Dzanga Sangha, vicino a Bayanga. Qui è stato portato avanti dalla biologa italiana Chloé Cipolletta un programma di adattamento ambientale, grazie al quale una famiglia di gorilla può essere raggiunta con due ore di cammino dalla base. Nella stessa zona si trova, anch'essa da molti anni, la biologa americana Andrea Turkalo, che studia le interazioni sociali e ambientali degli elefanti nei pressi della salina Dzanga Bai.
La grande minaccia di questa regione sono le concessioni di sfruttamento che l'amministrazione elargisce in modo oscuro e che spesso non rispettano nessun piano di sostenibilità forestale. La forte presenza di società asiatiche, che hanno accordi privilegiati e diretti con i ministeri competenti, aggrava la situazione.
Nel bacino nord-occidentale del fiume Congo si trova uno dei tre parchi nazionali che formano il Sangha Trinational, sito che fa parte del patrimonio dell'UNESCO. Gli altri due parchi appartengono a Camerun e Repubblica del Congo.

## Cultura

### Patrimoni dell'umanità
Alcuni siti della Repubblica Centrafricana sono stati iscritti nella Lista dei patrimoni dell'umanità dell'UNESCO.

### Produzione letteraria
Tra il XX e il XXI secolo si è distinto lo scrittore Emmanuel Dongala.

### Musica
Importante esponente della musica pop della Repubblica Centrafricana è Laetitia Zonzambé.

## Sport
Tra gli sportivi noti a livello internazionale vi è Alain Zankifo, campione di kickboxing, e Romain Sato, cestista nato a Bimbo, che ha giocato negli Stati Uniti e in Europa; terzo ,ma non ultimo, il grande calciatore Geoffrey Kondogbia autore del famoso goal da più di 40 metri nella sfida tra Inter e Chelsea del 29 luglio 2017.

### Calcio
Si pratica il calcio, e il nome della federazione nazionale è Federazione calcistica della Repubblica Centrafricana (Fédération Centrafricaine de Football), fondata nel 1961, è affiliata alla FIFA dal 1963 ed alla Confederazione Africana del Calcio (CAF) dal 1965.

## Ricorrenza nazionale
1º dicembre: Fête nationale, jour de défilé sur l’avenue des Martyrs: Proclamazione della Repubblica, nel 1958.